# Éthiopie aux Jeux olympiques d'été de 2012
L'Éthiopie prend part aux Jeux olympiques d'été de 2012 à Londres, au Royaume-Uni, du 27 juillet au 12 août. Il s'agit de sa 12e participation à des Jeux d'été.

## Médaillés
| Sport      | Discipline              | Athlète(s)         | Performance          | Date               |
| Athlétisme | Médailles d'or : 3      | Médailles d'or : 3 | Médailles d'or : 3   | Médailles d'or : 3 |
| Athlétisme | 10 000 m femmes         | Tirunesh Dibaba    | 30 min 20 s 75       | 3 août             |
| Athlétisme | Marathon femmes         | Tiki Gelana        | 2 h 23 min 07 s (RO) | 5 août             |
| Athlétisme | 5 000 m femmes          | Meseret Defar      | 15 min 04 s 25       | 10 août            |
| Athlétisme | Médailles d'argent : 2  |                    |                      |                    |
| Athlétisme | 3 000 m steeple femmes  | Sofia Assefa       | 9 min 09 s 84        | 6 août             |
| Athlétisme | 5 000 m hommes          | Dejen Gebremeskel  | 13 min 41 s 98       | 11 août            |
| Athlétisme | Médailles de bronze : 3 |                    |                      |                    |
| Athlétisme | 10 000 m hommes         | Tariku Bekele      | 27 min 31 s 43       | 4 août             |
| Athlétisme | 1 500 m femmes          | Abeba Aregawi      | 4 min 11 s 03        | 9 août,            |
| Athlétisme | 5 000 m femmes          | Tirunesh Dibaba    | 15 min 05 s 15       | 10 août            |

## Athlétisme
Les athlètes éthiopiens ont jusqu'ici atteint les minima de qualification dans les épreuves d'athlétisme suivantes (pour chaque épreuve, un pays peut engager trois athlètes à condition qu'ils aient réussi chacun les minima A de qualification, un seul athlète par nation est inscrit sur la liste de départ si seuls les minima B sont réussis), :
| Athlète                   | Épreuve         | Séries         | Séries | Demi-finales  | Demi-finales | Finale         | Finale |
| Athlète                   | Épreuve         | Résultat       | Rang   | Résultat      | Rang         | Résultat       | Rang   |
| ------------------------- | --------------- | -------------- | ------ | ------------- | ------------ | -------------- | ------ |
| Ayele Abshero             | Marathon        | NC             | NC     | NC            | NC           | DNF            | -      |
| Yenew Alamirew            | 5 000 m         | 13 min 15 s 39 | 2e     | NC            | NC           | 13 min 49 s 68 | 12e    |
| Mohammed Aman             | 800 m           | 1 min 47 s 34  | 26e    | 1 min 44 s 34 | 1er          | 1 min 43 s 20  | 6e     |
| Kenenisa Bekele           | 10 000 m        | NC             | NC     | NC            | NC           | 27 min 32 s 44 | 4e     |
| Tariku Bekele             | 10 000 m        | NC             | NC     | NC            | NC           | 27 min 31 s 43 | 3e     |
| Bereket Desta             | 400 m           | 47 s 40        | 35e    | NC            | NC           | NC             | NC     |
| Getu Feleke               | Marathon        | NC             | NC     | NC            | NC           | DNF            | -      |
| Roba Gari                 | 3 000 m steeple | 8 min 20 s 68  | 7e     | NC            | NC           | 8 min 20 s 00  | 4e     |
| Gebregziabher Gebremariam | 10 000 m        | NC             | NC     | NC            | NC           | 27 min 36 s 34 | 8e     |
| Mekonnen Gebremedhin      | 1 500 m         | 3 min 36 s 56  | 2e     | 3 min 42 s 93 | 16e          | 3 min 35 s 44  | 6e     |
| Dejen Gebremeskel         | 5 000 m         | 13 min 15 s 15 | 1er    | NC            | NC           | 13 min 41 s 98 | 2e     |
| Hagos Gebrhiwet           | 5 000 m         | 13 min 26 s 16 | 16e    | NC            | NC           | 13 min 49 s 59 | 11e    |
| Birhan Getahun            | 3 000 m steeple | DNF            | -      | NC            | NC           | NC             | NC     |
| Nahom Mesfin              | 3 000 m steeple | 8 min 18 s 16  | 8e     | NC            | NC           | 8 min 35 s 12  | 12e    |
| Dino Sefir                | Marathon        | NC             | NC     | NC            | NC           | DNF            | -      |
| Dawit Wolde               | 1 500 m         | 3 min 41 s 81  | 30e    | NC            | NC           | NC             | NC     |

| Athlète          | Épreuve         | Séries         | Séries | Demi-finales  | Demi-finales | Finale          | Finale |
| Athlète          | Épreuve         | Résultat       | Rang   | Résultat      | Rang         | Résultat        | Rang   |
| ---------------- | --------------- | -------------- | ------ | ------------- | ------------ | --------------- | ------ |
| Abeba Aregawi    | 1 500 m         | 4 min 04 s 55  | 1er    | 4 min 01 s 03 | 1er          | 4 min 11 s 03   | 3e     |
| Meskerem Assefa  | 1 500 m         | 4 min 15 s 52  | 37e    | NC            | NC           | NC              | NC     |
| Sofia Assefa     | 3 000 m steeple | 9 min 25 s 42  | 4e     | NC            | NC           | 9 min 09 s 84   | 2e     |
| Hiwot Ayalew     | 3 000 m steeple | 9 min 24 s 01  | 1er    | NC            | NC           | 9 min 12 s 98   | 4e     |
| Gelete Burka     | 5 000 m         | 15 min 01 s 44 | 4e     | NC            | NC           | 15 min 10 s 66  | 5e     |
| Meseret Defar    | 5 000 m         | 14 min 58 s 70 | 2e     | NC            | NC           | 15 min 04 s 25  | 1re    |
| Genzebe Dibaba   | 1 500 m         | 4 min 11 s 15  | 20e    | NC            | NC           | NC              | NC     |
| Mare Dibaba      | Marathon        | NC             | NC     | NC            | NC           | 2 h 28 min 48 s | 23e    |
| Tirunesh Dibaba  | 5 000 m         | 14 min 58 s 48 | 1er    | NC            | NC           | 15 min 05 s 15  | 3e     |
| Tirunesh Dibaba  | 10 000 m        | NC             | NC     | NC            | NC           | 30 min 20 s 75  | 1re    |
| Etenesh Diro     | 3 000 m steeple | 9 min 25 s 31  | 3e     | NC            | NC           | 9 min 19 s 89   | 5e     |
| Tiki Gelana      | Marathon        | NC             | NC     | NC            | NC           | 2 h 23 min 07 s | 1re    |
| Werknesh Kidane  | 10 000 m        | NC             | NC     | NC            | NC           | 30 min 39 s 38  | 4e     |
| Fantu Magiso     | 800 m           | DNS            | -      | NC            | NC           | NC              | NC     |
| Aselefech Mergia | Marathon        | NC             | NC     | NC            | NC           | 2 h 32 min 03 s | 42e    |
| Beleynesh Oljira | 10 000 m        | NC             | NC     | NC            | NC           | 30 min 45 s 56  | 5e     |
| Genet Yalew      | 5 000 m         | NC             | NC     | NC            | NC           | NC              | NC     |

## Natation
| Athlète                | Épreuve         | Séries  | Séries | Demi-finales | Demi-finales | Finale | Finale |
| Athlète                | Épreuve         | Temps   | Rang   | Temps        | Rang         | Temps  | Rang   |
| ---------------------- | --------------- | ------- | ------ | ------------ | ------------ | ------ | ------ |
| Mulualem Girma Teshale | 50 m nage libre | 28 s 99 | 57e    | NC           | NC           | NC     | NC     |

| Athlète                  | Épreuve         | Séries  | Séries | Demi-finales | Demi-finales | Finale | Finale |
| Athlète                  | Épreuve         | Temps   | Rang   | Temps        | Rang         | Temps  | Rang   |
| ------------------------ | --------------- | ------- | ------ | ------------ | ------------ | ------ | ------ |
| Yanet Seyoum Gebremedhin | 50 m nage libre | 32 s 41 | 65e    | NC           | NC           | NC     | NC     |